# Saint-Pierre-des-Ormes
Saint-Pierre-des-Ormes là một xã trong tỉnh Sarthe ở tây bắc nước Pháp. Xã này nằm ở khu vực có độ cao từ 68-104 mét trên mực nước biển.